# De Castelnau (Metro Montreal)

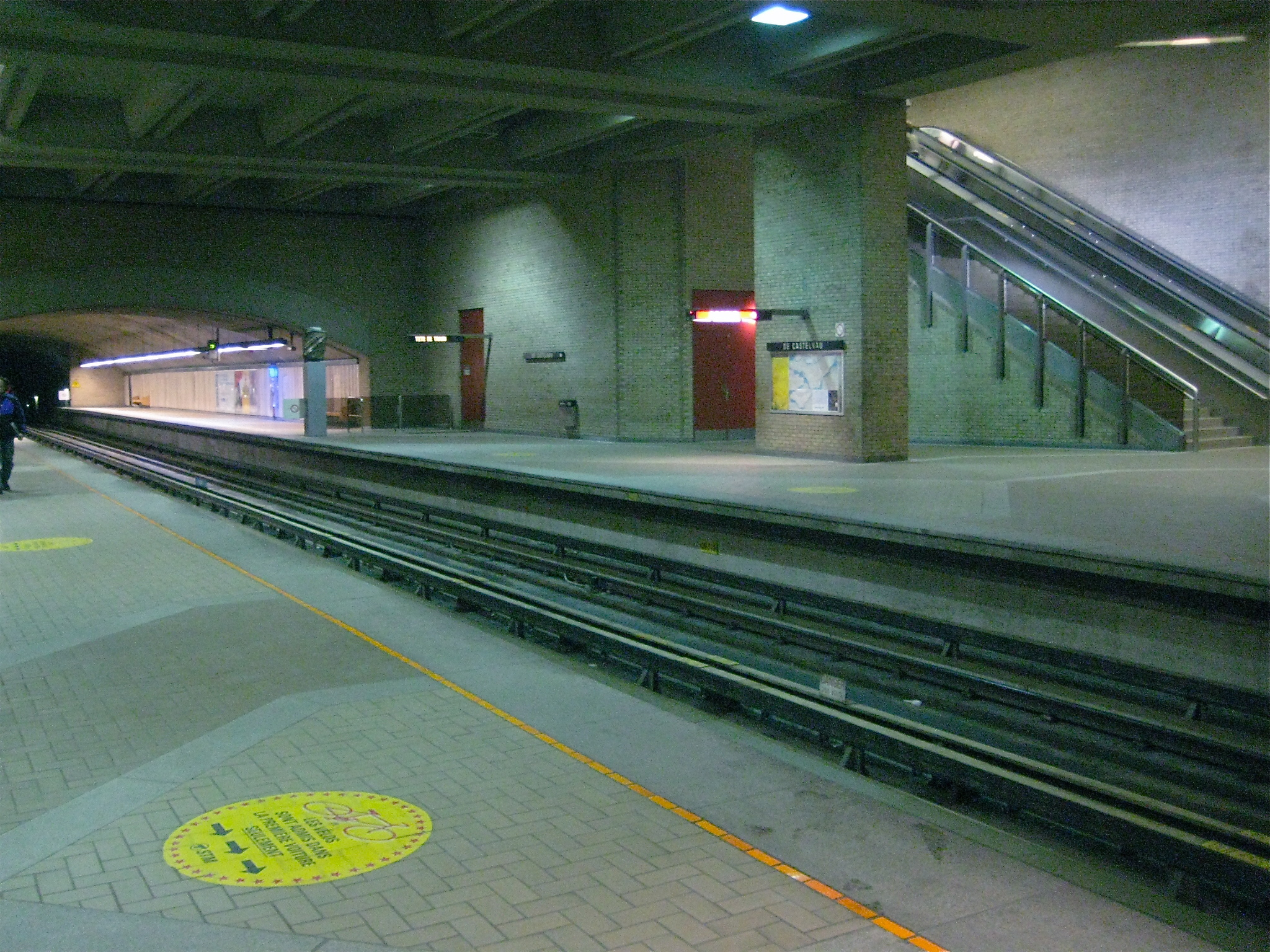
Blick auf die Bahnsteige

De Castelnau ist eine U-Bahn-Station in Montreal. Sie befindet sich im Arrondissement Villeray–Saint-Michel–Parc-Extension an der Kreuzung von Boulevard Saint-Laurent und Rue de Castelnau. Hier verkehren Züge der blauen Linie 2. Im Jahr 2019 nutzten 1.740.794 Fahrgäste die Station, was dem 57. Rang unter den insgesamt 68 Stationen der Metro Montreal entspricht.

## Bauwerk

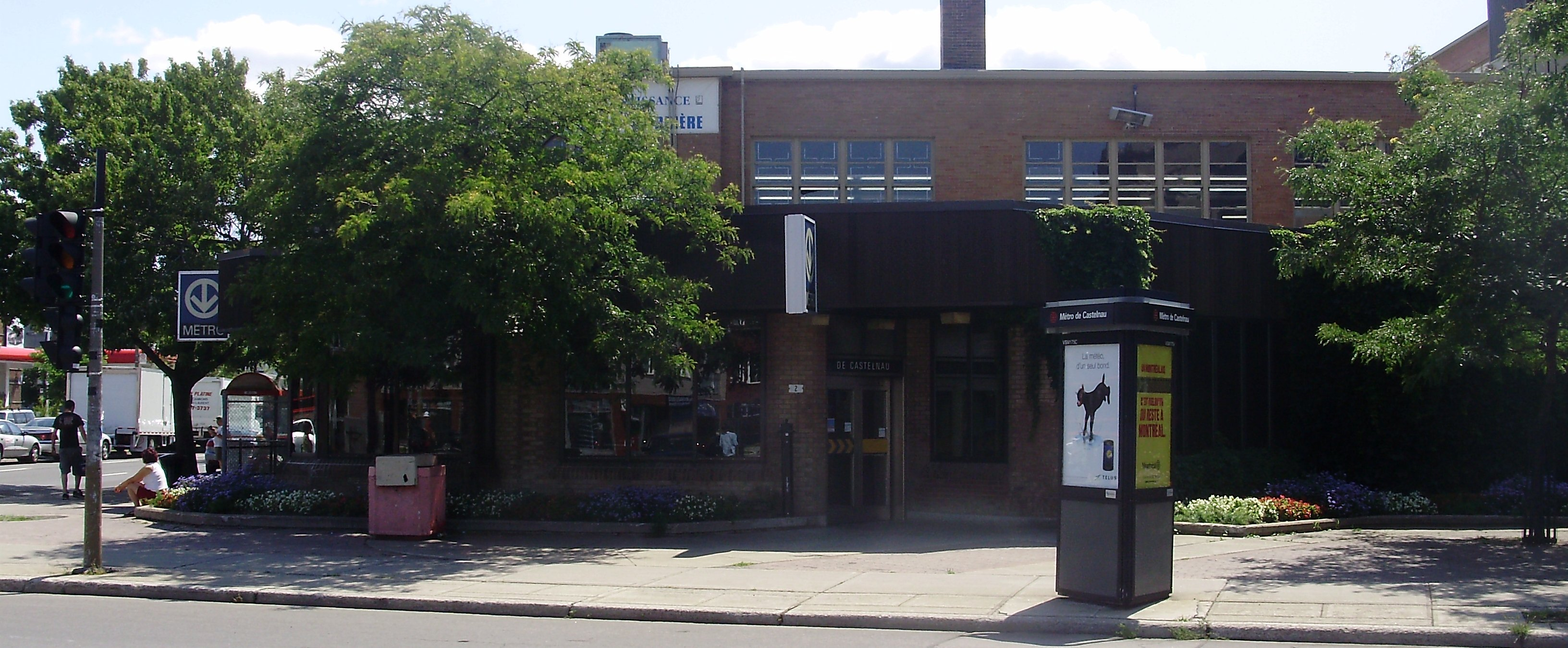
Eingangspavillon

Die vom Architekturbüro Goyer, Collette, Hamelin & Lalonde entworfene Station entstand in offener Bauweise. Ihre hohe Halle betont Leichtigkeit und Geräumigkeit, zusätzlich verstärkt durch die Verwendung heller Ziegel und Gesteine für die Wände. Dadurch soll der Eindruck einer antiken Stadt in Italien hervorgerufen werden. Je zwei Rolltreppen führen von den Bahnsteigen hinauf zur Verteilerebene. Von dort kann über einen längeren Tunnel der nordöstliche Eingang erreicht werden, der in ein bereits bestehendes Gebäude integriert wurde. Der näher gelegene südwestliche Eingang führt zu einem aus Ziegeln, Glas und Beton bestehenden Pavillonbau, der das Tageslicht hereinscheinen lässt.

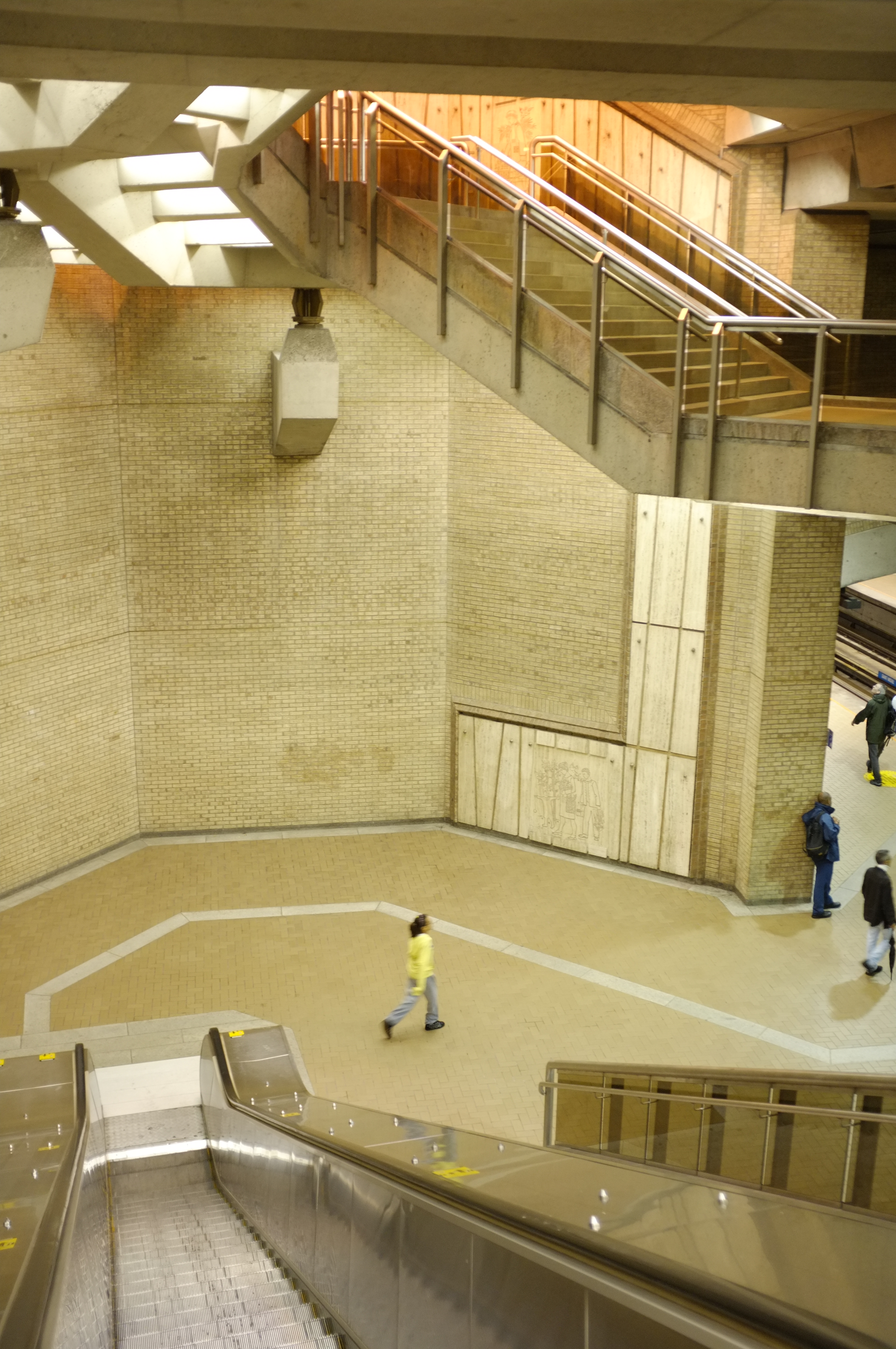
Hell und geräumig wirkende Stationshalle

In 11,7 Metern Tiefe befindet sich die Bahnsteigebene mit zwei Seitenbahnsteigen. Die Entfernungen zu den benachbarten Stationen, jeweils von Stationsende zu Stationsanfang gemessen, betragen 471,60 Meter bis Jean-Talon und 490,60 Meter bis Parc. Es bestehen Anschlüsse zu drei Buslinien und zwei Nachtbuslinien der Société de transport de Montréal. Sehenswürdigkeiten in der Nähe sind der Marché Jean-Talon und der Parc Jarry.

## Kunst

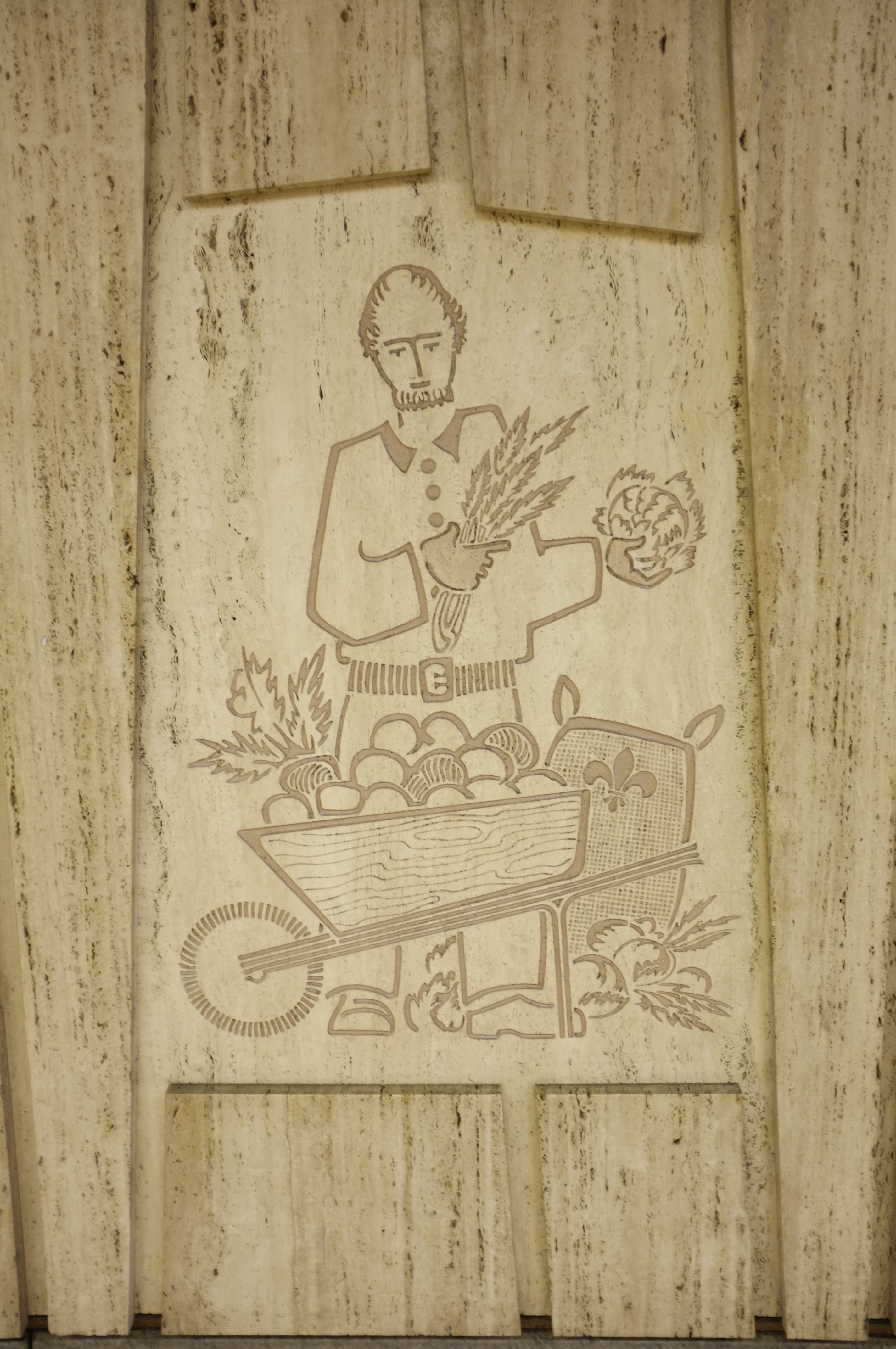
Relief „Gemüsehändler“

30 von Jean-Charles Charuest gestaltete Flachreliefs schmücken die Bahnsteigebene. Sie stellen Verkäufer verschiedener Lebensmittel und einkaufende Passenten in der nahe gelegenen Markthalle Marché Jean-Talon dar. Das für die Reliefs verwendete Travertingestein stammt aus Italien, eine Reminiszenz an das benachbarte Viertel Petite Italie. Der Bildhauer Maurice Lord übertrug Charuests Zeichnungen mittels einer Technik, die er ansonsten für Grabsteine im Friedhof Notre-Dame-des-Neiges verwendete.

## Geschichte
Die Eröffnung der Station erfolgte am 16. Juni 1986, zusammen mit dem Teilstück bis Saint-Michel. Fast ein Jahr lang war De Castelnau die südliche Endstation der blauen Linie, bis zur Eröffnung des kurzen Teilstücks nach Parc am 15. Juni 1987. Namensgeber ist die Rue De Castelnau; diese wurde am 17. Dezember 1914 nach dem französischen General Noël de Castelnau (1851–1944) benannt, vier Monate nachdem er die Stadt Nancy erfolgreich gegen die Deutschen verteidigt hatte.